# Dimos Xanthi
Dimos Xanthi (Xanthi) är en kommun i Grekland.   Den ligger i prefekturen Nomós Xánthis och regionen Östra Makedonien och Thrakien, i den nordöstra delen av landet, 400 km norr om huvudstaden Aten. Antalet invånare är 56 383.